# 니콜라스 니클비

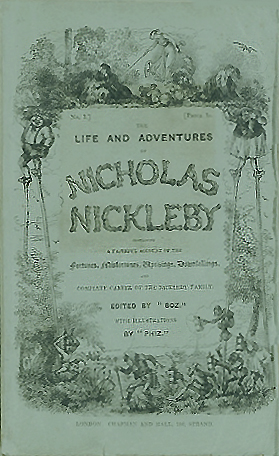

《니콜라스 니클비》(영어: Nicholas Nickleby)는 영국의 소설가 찰스 디킨스의 작품이다.